# العلاقات الجورجية الموريشيوسية
العلاقات الجورجية الموريشيوسية هي العلاقات الثنائية التي تجمع بين جورجيا وموريشيوس.

## مقارنة بين البلدين
هذه مقارنة عامة ومرجعية للدولتين:
| وجه المقارنة                                              | جورجيا                          | موريشيوس                 |
| --------------------------------------------------------- | ------------------------------- | ------------------------ |
| المساحة (كم2)                                             | 69.70 ألف                       | 2.04 ألف                 |
| عدد السكان (نسمة)                                         | 3.72 مليون                      | 1.26 مليون               |
| الكثافة السكانية (ن./كم²)                                 | 53.37                           | 617.65                   |
| العاصمة                                                   | تبليسي، كوتايسي                 | بورت لويس                |
| اللغة الرسمية                                             | اللغة الجورجية، اللغة الأبخازية | لغة إنجليزية، لغة فرنسية |
| العملة                                                    | لاري جورجي                      | روبي موريشي              |
| الناتج المحلي الإجمالي (بليون دولار)                      | 15.16 مليار                     | 13.34 مليار              |
| الناتج المحلي الإجمالي (تعادل القوة الشرائية) بليون دولار | 35.68 مليار                     | 25.36 مليار              |
| الناتج المحلي الإجمالي الاسمي للفرد دولار أمريكي          | 3.79 ألف                        | 9.25 ألف                 |
| الناتج المحلي الإجمالي للفرد دولار أمريكي                 |                                 | 18.59 ألف                |
| مؤشر التنمية البشرية                                      | 0.754                           | 0.777                    |
| رمز المكالمات الدولي                                      | +995                            | +230                     |
| رمز الإنترنت                                              | .ge، .გე ‏                       | .mu                      |
| المنطقة الزمنية                                           | ت ع م+04:00                     | ت ع م+04:00              |

## منظمات دولية مشتركة
يشترك البلدان في عضوية مجموعة من المنظمات الدولية، منها:
| علم المنظمة | اسم المنظمة                   | تاريخ انضمام جورجيا | تاريخ انضمام موريشيوس |
| ----------- | ----------------------------- | ------------------- | --------------------- |
|             | يونسكو                        | 7 أكتوبر 1992       | 25 أكتوبر 1968        |
|             | الفريق المعني برصد الأرض      | ?                   | ?                     |
|             | مؤسسة التمويل الدولية         | 29 يونيو 1995       | 23 سبتمبر 1968        |
|             | مؤسسة التنمية الدولية         | 31 أغسطس 1993       | 23 سبتمبر 1968        |
|             | منظمة التجارة العالمية        | 14 يونيو 2000       | ?                     |
|             | الاتحاد البريدي العالمي       | ?                   | ?                     |
|             | الاتحاد الدولي للاتصالات      | 7 يناير 1993        | 30 أغسطس 1969         |
|             | الأمم المتحدة                 | 31 يوليو 1992       | 24 أبريل 1968         |
|             | البنك الدولي للإنشاء والتعمير | 7 أغسطس 1992        | 23 سبتمبر 1968        |
|             | المنظمة الهيدروغرافية الدولية | ?                   | ?                     |

## وصلات خارجية
- موقع وزارة الخارجية الجورجية